# Philodendron guttiferum
Philodendron guttiferum är en kallaväxtart som beskrevs av Carl Sigismund Kunth. Philodendron guttiferum ingår i släktet Philodendron och familjen kallaväxter. Inga underarter finns listade.